# اسماعیلی علیا (ایوان)
اسماعیلی علیا (ایوان)، روستایی از توابع بخش مرکزی شهرستان ایوان در استان ایلام ایران است.

## جمعیت
این روستا در دهستان نبوت قرار دارد و براساس سرشماری مرکز آمار ایران در سال ۱۳۸۵، جمعیت آن ۱۱۰ نفر (۱۹خانوار) بوده‌است.